# Barichneumon erythrozonus
Barichneumon erythrozonus är en stekelart som först beskrevs av Cameron 1905.  Barichneumon erythrozonus ingår i släktet Barichneumon och familjen brokparasitsteklar. Inga underarter finns listade.